# Ula (Ula) mindanica
Ula (Ula) mindanica is een tweevleugelige uit de familie Pediciidae. De soort komt voor in het Oriëntaals gebied.